# Rotterdam Open
Rotterdam Open (de asemenea, cunoscut sub numele său sponsorizat ABN AMRO World Tennis Tournament) este un turneu profesionist de tenis pentru bărbați jucat pe terenuri cu suprafață dură, în interior. Face parte din seria ATP Tour 500 din Turneul ATP și are loc anual la Rotterdam Ahoy din Rotterdam, Țările de Jos.

## Rezultate

### Simplu

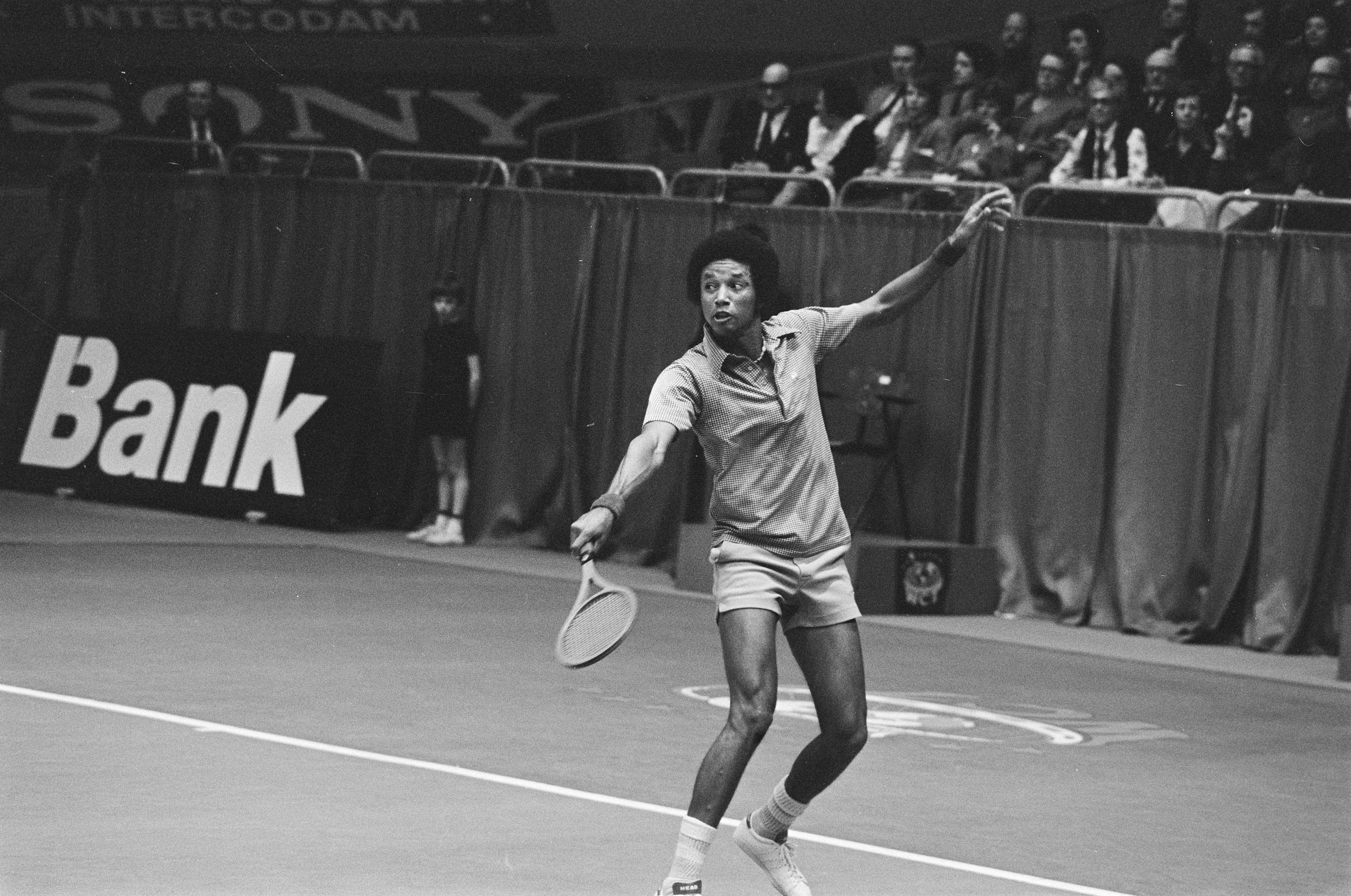
Arthur Ashe (prezentat aici în timpul turneului din 1975) deține recordul pentru cele mai multe titluri de simplu, pe care îl împarte cu Roger Federer (1972, 1975–76).

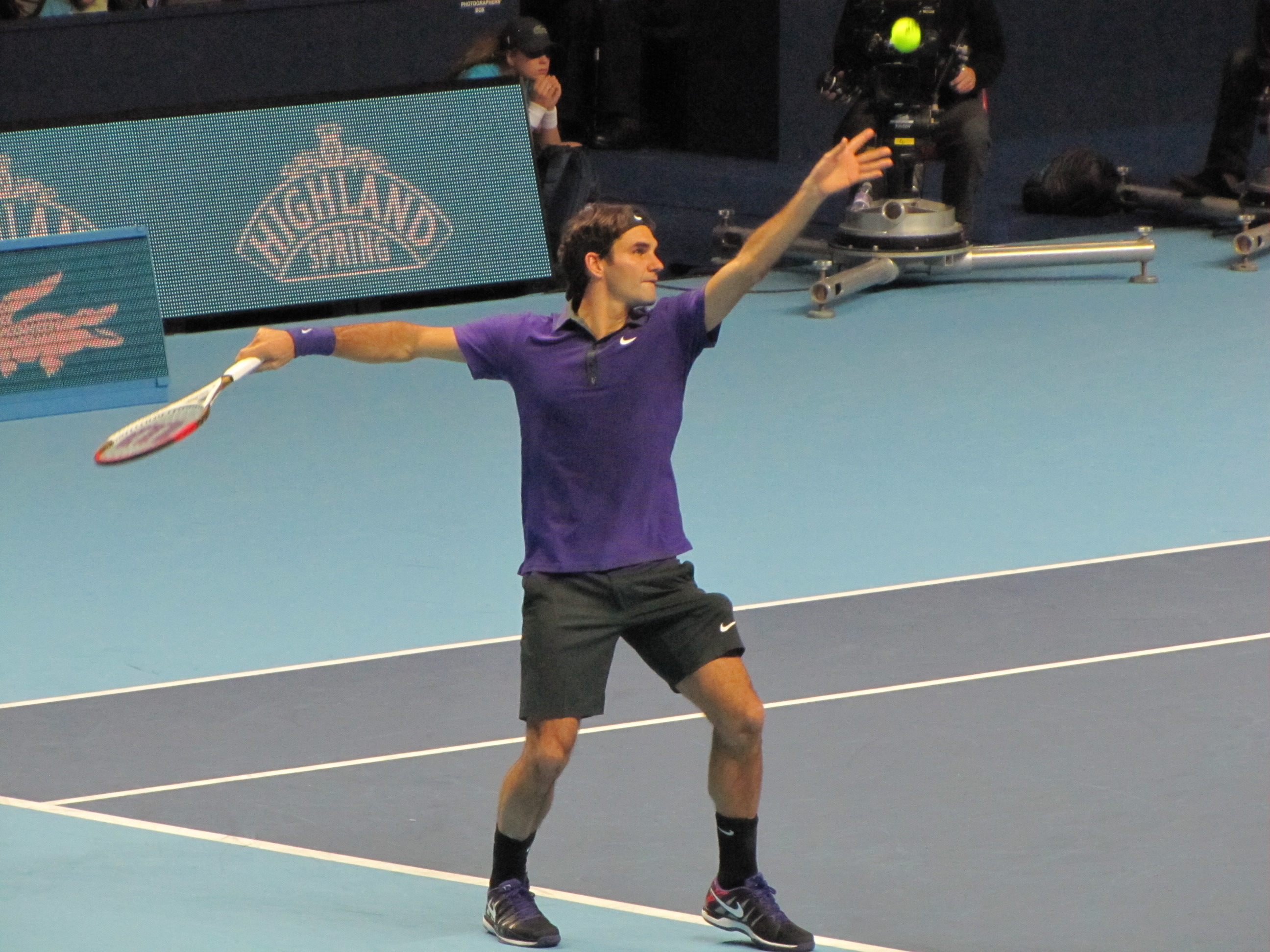
Roger Federer deține recordul pentru cele mai multe titluri de simplu, pe care îl împarte cu Arthur Ashe (2005, 2012 și 2018).

| An   | Campion               | Finalist                    | Scor                       |
| ---- | --------------------- | --------------------------- | -------------------------- |
| 1972 | Arthur Ashe           | Tom Okker                   | 3–6, 6–2, 6–1              |
| 1973 | Nu s-a ținut          | Nu s-a ținut                | Nu s-a ținut               |
| 1974 | Tom Okker             | Tom Gorman                  | 3–6, 7–6(7–2), 6–1         |
| 1975 | Arthur Ashe (2)       | Tom Okker                   | 3–6, 6–2, 6–4              |
| 1976 | Arthur Ashe (3)       | Bob Lutz                    | 6–3, 6–3                   |
| 1977 | Dick Stockton         | Ilie Năstase                | 2–6, 6–3, 6–3              |
| 1978 | Jimmy Connors         | Raúl Ramírez                | 7–5, 7–5                   |
| 1979 | Björn Borg            | John McEnroe                | 6–4, 6–2                   |
| 1980 | Heinz Günthardt       | Gene Mayer                  | 6–2, 6–4                   |
| 1981 | Jimmy Connors (2)     | Gene Mayer                  | 6–1, 2–6, 6–2              |
| 1982 | Guillermo Vilas       | Jimmy Connors               | 0–6, 6–2, 6–4              |
| 1983 | Gene Mayer            | Guillermo Vilas             | 6–1, 7–6                   |
| 1984 | Fără câștigător       | Ivan Lendl și Jimmy Connors | 6–0, 1–0 Finală abandonată |
| 1985 | Miloslav Mečíř        | Jakob Hlasek                | 6–1, 6–2                   |
| 1986 | Joakim Nyström        | Anders Järryd               | 6–0, 6–3                   |
| 1987 | Stefan Edberg         | John McEnroe                | 3–6, 6–3, 6–1              |
| 1988 | Stefan Edberg (2)     | Miloslav Mečíř              | 7–6, 6–2                   |
| 1989 | Jakob Hlasek          | Anders Järryd               | 6–1, 7–5                   |
| 1990 | Brad Gilbert          | Jonas Svensson              | 6–1, 6–3                   |
| 1991 | Omar Camporese        | Ivan Lendl                  | 3–6, 7–6(7–4), 7–6(7–4)    |
| 1992 | Boris Becker          | Alexander Volkov            | 7–6(11–9), 4–6, 6–2        |
| 1993 | Anders Järryd         | Karel Nováček               | 6–3, 7–5                   |
| 1994 | Michael Stich         | Wayne Ferreira              | 4–6, 6–3, 6–0              |
| 1995 | Richard Krajicek      | Paul Haarhuis               | 7–6(7–5), 6–4              |
| 1996 | Goran Ivanišević      | Evgheni Kafelnikov          | 6–4, 3–6, 6–3              |
| 1997 | Richard Krajicek (2)  | Daniel Vacek                | 7–6(7–4), 7–6(7–5)         |
| 1998 | Jan Siemerink         | Thomas Johansson            | 7–6(7–2), 6–2              |
| 1999 | Evgheni Kafelnikov    | Tim Henman                  | 6–2, 7–6(7–3)              |
| 2000 | Cédric Pioline        | Tim Henman                  | 6–7(3–7), 6–4, 7–6(7–4)    |
| 2001 | Nicolas Escudé        | Roger Federer               | 7–5, 3–6, 7–6(7–5)         |
| 2002 | Nicolas Escudé (2)    | Tim Henman                  | 3–6, 7–6(9–7), 6–4         |
| 2003 | Max Mirnyi            | Raemon Sluiter              | 7–6(7–3), 6–4              |
| 2004 | Lleyton Hewitt        | Juan Carlos Ferrero         | 6–7(1–7), 7–5, 6–4         |
| 2005 | Roger Federer         | Ivan Ljubičić               | 5–7, 7–5, 7–6(7–5)         |
| 2006 | Radek Štěpánek        | Christophe Rochus           | 6–0, 6–3                   |
| 2007 | Mikhail Youzhny       | Ivan Ljubičić               | 6–2, 6–4                   |
| 2008 | Michaël Llodra        | Robin Söderling             | 6–7(3–7), 6–3, 7–6(7–4)    |
| 2009 | Andy Murray           | Rafael Nadal                | 6–3, 4–6, 6–0              |
| 2010 | Robin Söderling       | Mikhail Youzhny             | 6–4, 2–0, retired          |
| 2011 | Robin Söderling (2)   | Jo-Wilfried Tsonga          | 6–3, 3–6, 6–3              |
| 2012 | Roger Federer (2)     | Juan Martín del Potro       | 6–1, 6–4                   |
| 2013 | Juan Martín del Potro | Julien Benneteau            | 7–6(7–2), 6–3              |
| 2014 | Tomáš Berdych         | Marin Čilić                 | 6–4, 6–2                   |
| 2015 | Stan Wawrinka         | Tomáš Berdych               | 4–6, 6–3, 6–4              |
| 2016 | Martin Kližan         | Gaël Monfils                | 6–7(1–7), 6–3, 6–1         |
| 2017 | Jo-Wilfried Tsonga    | David Goffin                | 4–6, 6–4, 6–1              |
| 2018 | Roger Federer (3)     | Grigor Dimitrov             | 6–2, 6–2                   |
| 2019 | Gaël Monfils          | Stan Wawrinka               | 6–3, 1–6, 6–2              |
| 2020 | Gaël Monfils (2)      | Félix Auger-Aliassime       | 6–2, 6–4                   |
| 2021 | Andrei Rubliov        | Márton Fucsovics            | 7–6(7–4), 6–4              |
| 2022 | Félix Auger-Aliassime | Stefanos Tsitsipas          | 6–4, 6–2                   |
| 2023 | Daniil Medvedev       | Jannik Sinner               | 5–7, 6–2, 6–2              |
| 2024 | Jannik Sinner         | Alex de Minaur              | 7–5, 6–4                   |
| 2025 | Carlos Alcaraz        | Alex de Minaur              | 6–4, 3–6, 6–2              |

### Dublu

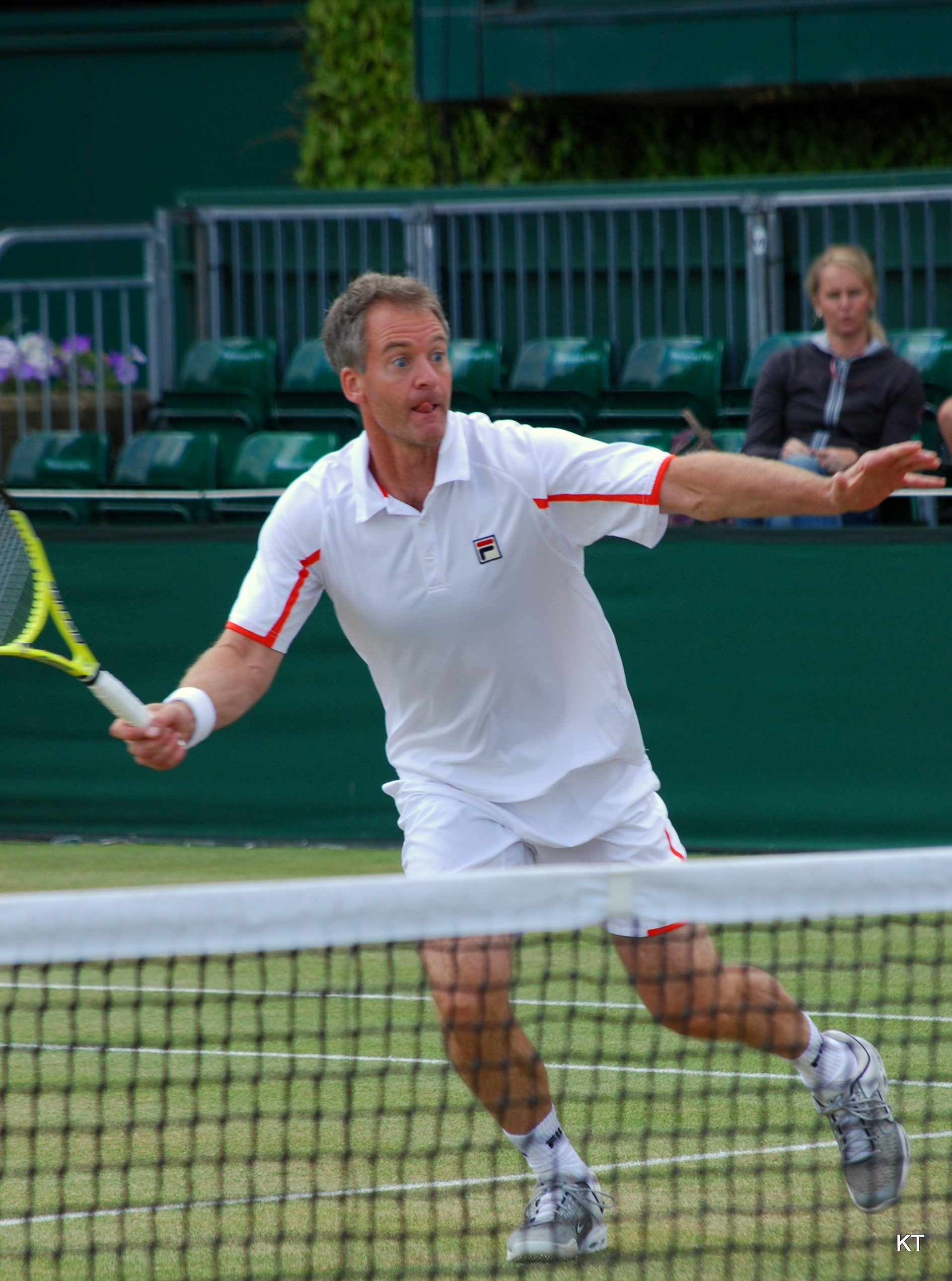
Anders Järryd fost primul jucător care a luat patru titluri de dublu la Rotterdam (1987, 1991, 1993, 1995).

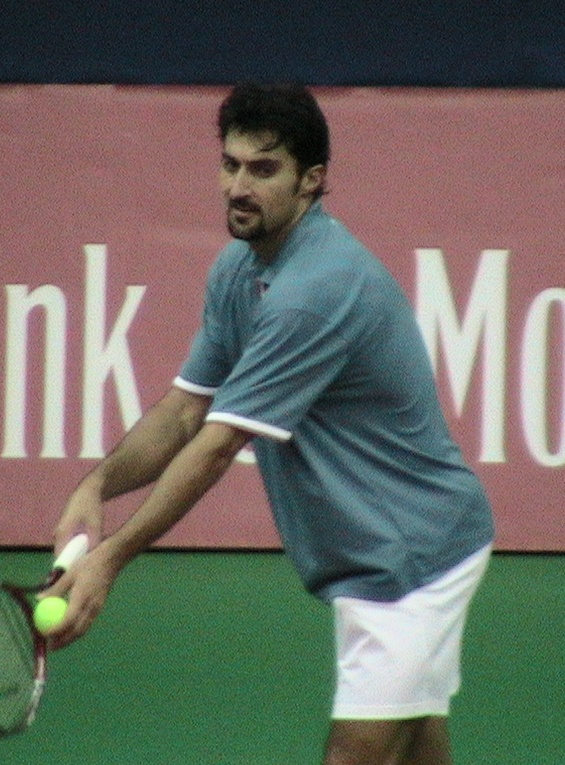
Nenad Zimonjić a jucat cinci finale consecutive (2009-13), câștigând patru dintre ele (record; 2009-10, 2012-13).

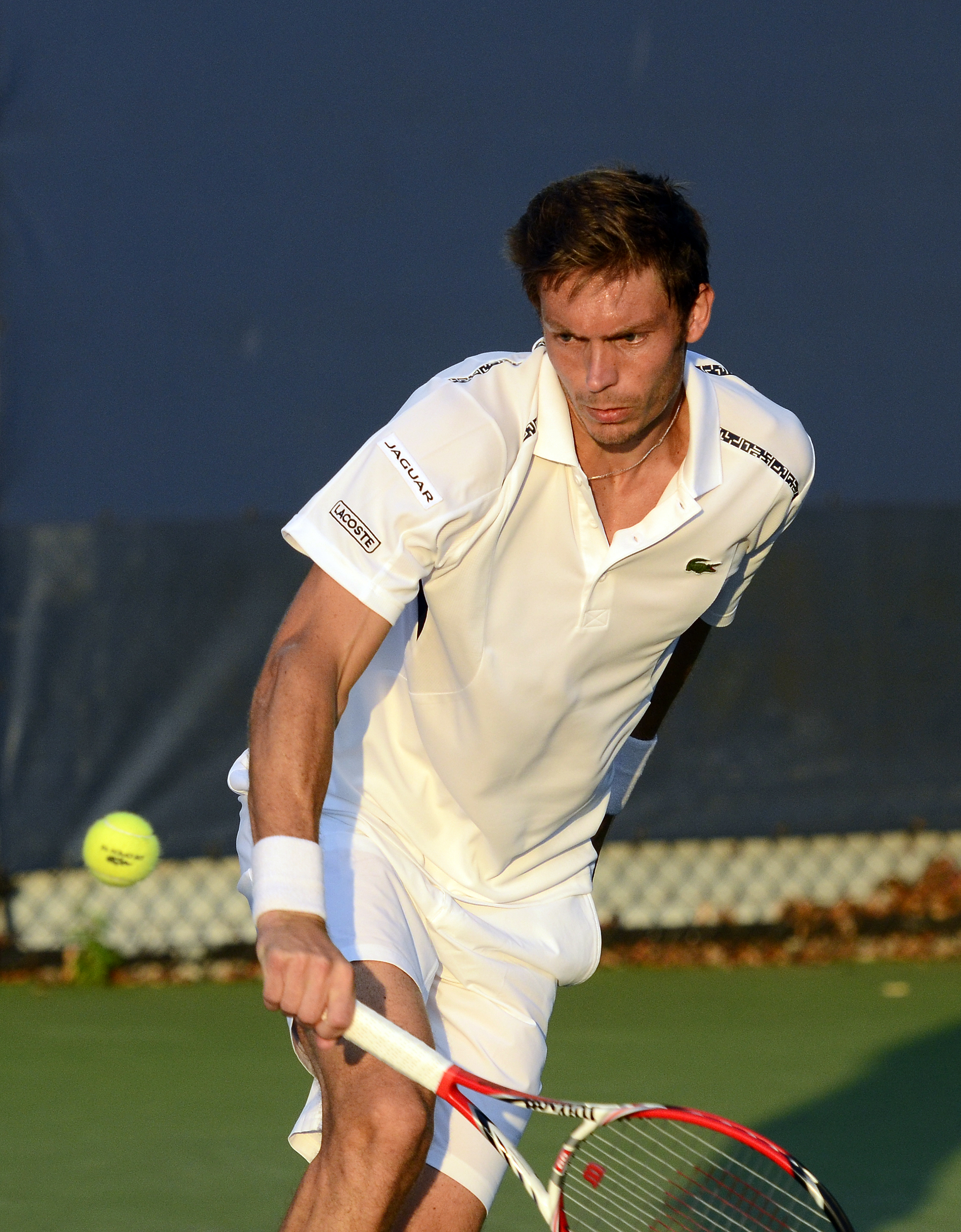
De asemenea, Nicolas Mahut a câștigat titlul de patru ori (2014, 2016, 2018, 2020).

| An   | Campioni                                    | Finaliști                             | Scor                    |
| ---- | ------------------------------------------- | ------------------------------------- | ----------------------- |
| 1972 | Roy Emerson John Newcombe                   | Arthur Ashe Robert Lutz               | 6–2, 6–3                |
| 1973 | Nu s-a ținut                                | Nu s-a ținut                          | Nu s-a ținut            |
| 1974 | Bob Hewitt Frew McMillan                    | Pierre Barthès Ilie Năstase           | 3–6, 6–4, 6–3           |
| 1975 | Bob Hewitt (2) Frew McMillan (2)            | José Higueras Balázs Taróczy          | 6–2, 6–2                |
| 1976 | Rod Laver Frew McMillan (3)                 | Arthur Ashe Tom Okker                 | 6–1, 6–7(4–7), 7–6(7–5) |
| 1977 | Wojtek Fibak Tom Okker                      | Vijay Amritraj Dick Stockton          | 6–4, 6–4                |
| 1978 | Fred McNair Raúl Ramírez                    | Robert Lutz Stan Smith                | 6–2, 6–3                |
| 1979 | Peter Fleming John McEnroe                  | Heinz Günthardt Bernard Mitton        | 6–4, 6–4                |
| 1980 | Vijay Amritraj Stan Smith                   | Bill Scanlon Brian Teacher            | 6–4, 6–3                |
| 1981 | Fritz Buehning Ferdi Taygan                 | Gene Mayer Sandy Mayer                | 7–6, 1–6, 6–4           |
| 1982 | Mark Edmondson Sherwood Stewart             | Fritz Buehning Kevin Curren           | 7–5, 6–2                |
| 1983 | Fritz Buehning (2) Tom Gullikson            | Peter Fleming Pavel Složil            | 7–6, 4–6, 7–6           |
| 1984 | Kevin Curren Wojtek Fibak (2)               | Fritz Buehning Ferdi Taygan           | 6–4, 6–4                |
| 1985 | Tomáš Šmíd Pavel Složil                     | Vitas Gerulaitis Paul McNamee         | 6–4, 6–4                |
| 1986 | Stefan Edberg Slobodan Živojinović          | Wojtek Fibak Matt Mitchell            | 2–6, 6–3, 6–2           |
| 1987 | Stefan Edberg (2) Anders Järryd             | Chip Hooper Mike Leach                | 3–6, 6–3, 6–4           |
| 1988 | Patrik Kühnen Tore Meinecke                 | Magnus Gustafsson Diego Nargiso       | 7–6, 7–6                |
| 1989 | Miloslav Mečíř Milan Šrejber                | Jan Gunnarsson Magnus Gustafsson      | 7–6, 6–0                |
| 1990 | Leonardo Lavalle Jorge Lozano               | Diego Nargiso Nicolás Pereira         | 6–3, 7–6                |
| 1991 | Patrick Galbraith Anders Järryd (2)         | Steve DeVries David Macpherson        | 7–6, 6–2                |
| 1992 | Marc-Kevin Goellner David Prinosil          | Paul Haarhuis Mark Koevermans         | 6–2, 6–7, 7–6           |
| 1993 | Henrik Holm Anders Järryd (3)               | David Adams Andrei Olhovskiy          | 6–4, 7–6                |
| 1994 | Jeremy Bates Jonas Björkman                 | Jacco Eltingh Paul Haarhuis           | 6–4, 6–1                |
| 1995 | Martin Damm Anders Järryd (4)               | Tomás Carbonell Francisco Roig        | 6–3, 6–2                |
| 1996 | David Adams Marius Barnard                  | Hendrik Jan Davids Cyril Suk          | 6–3, 5–7, 7–6           |
| 1997 | Jacco Eltingh Paul Haarhuis                 | Libor Pimek Byron Talbot              | 7–6(7–5), 6–4           |
| 1998 | Jacco Eltingh (2) Paul Haarhuis (2)         | Neil Broad Piet Norval                | 7–6, 6–3                |
| 1999 | David Adams (2) John-Laffnie de Jager       | Neil Broad Peter Tramacchi            | 6–7(5–7), 6–3, 6–4      |
| 2000 | David Adams (3) John-Laffnie de Jager (2)   | Tim Henman Yevgeny Kafelnikov         | 5–7, 6–2, 6–3           |
| 2001 | Jonas Björkman (2) Roger Federer            | Petr Pála Pavel Vízner                | 6–3, 6–0                |
| 2002 | Roger Federer (2) Max Mirnyi                | Mark Knowles Daniel Nestor            | 4–6, 6–3, [10–4]        |
| 2003 | Wayne Arthurs Paul Hanley                   | Roger Federer Max Mirnyi              | 7–6(7–4), 6–2           |
| 2004 | Paul Hanley (2) Radek Štěpánek              | Jonathan Erlich Andy Ram              | 5–7, 7–6(7–5), 7–5      |
| 2005 | Jonathan Erlich Andy Ram                    | Cyril Suk Pavel Vízner                | 6–4, 4–6, 6–3           |
| 2006 | Paul Hanley (3) Kevin Ullyett               | Jonathan Erlich Andy Ram              | 7–6(7–4), 7–6(7–2)      |
| 2007 | Martin Damm (2) Leander Paes                | Andrei Pavel Alexander Waske          | 6–3, 6–7(5–7), [10–7]   |
| 2008 | Tomáš Berdych Dmitry Tursunov               | Philipp Kohlschreiber Mikhail Youzhny | 7–5, 3–6, [10–7]        |
| 2009 | Daniel Nestor Nenad Zimonjić                | Lukáš Dlouhý Leander Paes             | 6–2, 7–5                |
| 2010 | Daniel Nestor (2) Nenad Zimonjić (2)        | Simon Aspelin Paul Hanley             | 6–4, 4–6, [10–7]        |
| 2011 | Jürgen Melzer Philipp Petzschner            | Michaël Llodra Nenad Zimonjić         | 6–4, 3–6, [10–5]        |
| 2012 | Michaël Llodra Nenad Zimonjić (3)           | Robert Lindstedt Horia Tecău          | 4–6, 7–5, [16–14]       |
| 2013 | Robert Lindstedt Nenad Zimonjić (4)         | Thiemo de Bakker Jesse Huta Galung    | 5–7, 6–3, [10–8]        |
| 2014 | Michaël Llodra (2) Nicolas Mahut            | Jean-Julien Rojer Horia Tecău         | 6–2, 7–6(7–4)           |
| 2015 | Jean-Julien Rojer Horia Tecău               | Jamie Murray John Peers               | 3–6, 6–3, [10–8]        |
| 2016 | Nicolas Mahut (2) Vasek Pospisil            | Philipp Petzschner Alexander Peya     | 7–6(7–2), 6–4           |
| 2017 | Ivan Dodig Marcel Granollers                | Wesley Koolhof Matwe Middelkoop       | 7–6(7–5), 6–3           |
| 2018 | Pierre-Hugues Herbert Nicolas Mahut (3)     | Oliver Marach Mate Pavić              | 2–6, 6–2, [10–7]        |
| 2019 | Jérémy Chardy Henri Kontinen                | Jean-Julien Rojer Horia Tecău         | 7–6(7–5), 7–6(7–4)      |
| 2020 | Pierre-Hugues Herbert (2) Nicolas Mahut (4) | Henri Kontinen Jan-Lennard Struff     | 7–6(7–5), 4–6, [10–7]   |
| 2021 | Nikola Mektić Mate Pavić                    | Kevin Krawietz Horia Tecău            | 7–6(9–7), 6–2           |
| 2022 | Robin Haase Matwé Middelkoop                | Lloyd Harris Tim Pütz                 | 4–6, 7–6(7–5), [10–5]   |
| 2023 | Ivan Dodig (2) Austin Krajicek              | Rohan Bopanna Matthew Ebden           | 7–6(7–5), 2–6, [12–10]  |
| 2024 | Wesley Koolhof Nikola Mektić (2)            | Robin Haase Botic van de Zandschulp   | 6–3, 7–5                |
| 2025 | Simone Bolelli Andrea Vavassori             | Sander Gillé Jan Zieliński            | 6–2, 4–6, [10–6]        |

† 